# 黃昌穀

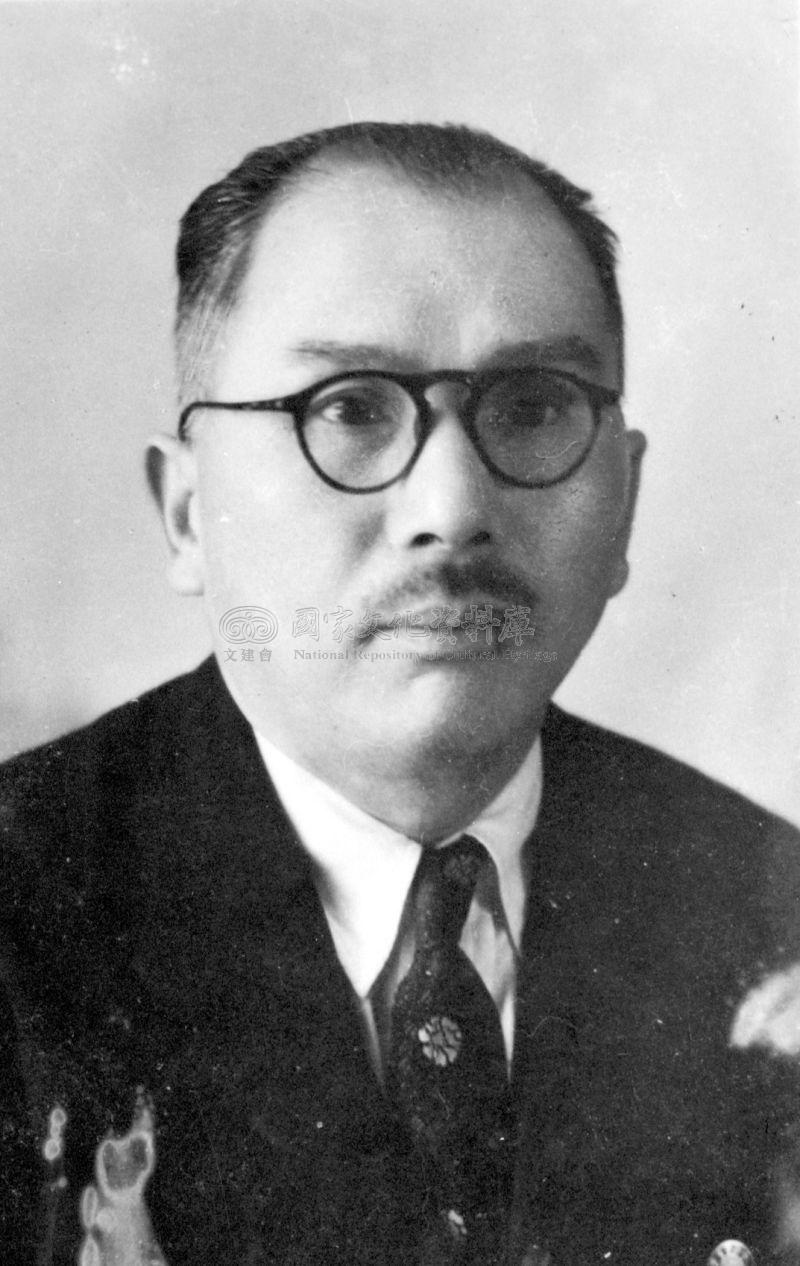
攝於1959年

黃昌穀（1890年6月28日—1959年12月6日），字富廷，号贻荪，湖北省蒲圻县新店泉坑垄（今赤壁市新店镇朱巷村）人。中国民主革命家，中华民国政治人物，曾为孙中山的私人秘书。

## 生平

### 早年生涯
1890年6月28日（清朝光绪十六年五月十二日），黃昌穀生于湖北省蒲圻县新店泉坑微的一个书香门第，家庭并不富裕。其父黃兆蘭（号秀珊）念书系由公房供送，使用的是族中公费，后成为拔贡，曾任蒲圻县劝学所所长，并在家乡兴办秀珊私立小学。黃昌穀为其长子，黃昌穀的弟弟名叫黄昌棉。
黃昌穀3岁入学，7岁时已读完四书、左传。十余岁时，黃昌穀离开父母，独自到武汉入新学。16岁左右，自湖北理化专科毕业，随即考入天津的北洋大学工科冶金班。毕业后，奉派回到湖北办理电报及通讯业务。
黃昌穀回到湖北时，正值辛亥革命爆发前夕。武汉的共进会、文学社等革命组织的活动很多。同时，清廷加紧镇压革命团体及革命党人。黃昌穀以邮电通讯业务之便，暗中支持革命。
1911年武昌起义后，1912年3月，经同乡但焘（中国同盟会湖北支部主盟人）介绍，黃昌穀加入中国同盟会。1914年，经汤化龙（原湖北谘议局议长）保荐，黃昌穀入美国哥伦比亚大学学习四年，获冶矿硕士学位，应聘到美国哈壳冶炼公司从事研究。

### 追随孙中山
黃昌穀在美国工作期间，1919年中国爆发五四运动。黃昌穀闻讯后，决定放弃在美国的工作，于1920年回国。他来到广州找到孙中山，经孙中山介绍至惠州的石井兵工厂担任工程师。
1921年，孙中山统一两广之后，在桂林设大本营，邀黃昌穀任其侍从秘书，随驻桂林。在此期间，黃昌穀经常奉孙中山之命，往返于桂林、广州、韶关、赣州联络革命。1922年，黃昌穀被任命为江西战地度支处处长。1923年，在平定陈炯明的叛乱后，孙中山回到广州任陆海军大元帅。黃昌穀随孙中山回到广州，历任陆海军大元帅大本营宣传委员、财政委员会委员，参与筹建中央银行，并且担任会计司司长、金库库长。
1923年1月27日至1924年9月，孙中山常在周日赴国立广东高等师范学校的校园演讲“三民主义”，黃昌穀每次均随孙中山前往，并速记其演讲内容，随后校译、整理并发表，共计十六讲，15万余字。同时，孙中山的《建国大纲》、《五权宪法》以及黄埔军校成立日（1924年6月16日）的演讲（即陆军军官学校开学演说）等也经黃昌穀速记整理成文。其间，黃昌穀随孙中山参与筹备广东大学和黄埔军校，并任黄埔军校教官。
1924年第二次直奉战争爆发后，冯玉祥发动北京政变，随后致电南方政府，邀孙中山赴北京共商国是。孙中山于1924年11月13日携夫人宋庆龄等人离开广州北上，黃昌穀随同前往。孙中山一行自广州经上海、日本、天津到达北京。途经天津时，孙中山病重，黃昌穀代孙中山接待外国记者团体，并代孙中山向民众宣讲“三民主义”。12月27日，在天津张园客厅，黃昌穀手呈自己所记的孙中山自上海经日本北上的言论集底稿，请孙中山校阅。孙中山校阅后告诉黃昌穀：“我从前收存‘三民主义’十六讲原稿，系分别三种主义保存于广州大本营寝室内之书桌上下，其中‘民生主义’未及亲自核阅，其余均经校阅，他日你回广州时，须即向该室看守人员检齐，负责保管。”
1925年3月11日，孙中山逝世前夕，黃昌穀对“总理遗嘱”抄录并保存。1926年，黃昌穀撰写了回忆录《孙中山先生北上和逝世前后》，由上海民智书局出版。
1929年6月1日，中国国民党中央委员会根据孙中山遗愿，将孙中山的灵柩自北平香山碧云寺迁往南京，安葬在紫金山南麓的中山陵（1926年奠基）。举办奉安大典时，黃昌穀是八位扶灵人之一。

### 政治生涯
1926年3月12日，黃昌穀在孙中山逝世一周年纪念大会上讲话。同日，日本军舰掩护奉军军舰在天津大沽口炮击国民军，被国民军击退，时称“大沽口事件”。3月16日，日本以此事联合英国、美国等八国向段祺瑞临时政府提出撤除大沽口国防设施的要求，此即“八国最后通牒”。3月17日，北京各团体在北京大学召开联席会议，决定于3月18日在天安门召开国民大会，进行示威游行，抵制“八国最后通牒”。黃昌穀、李大钊、林森、于右任等13人被推举组成大会主席团。3月18日，北京各界5000余人在天安门前集会。大会举行时，大会主席团13人中仅有李大钊、黃昌穀等8人到会。李大钊主持大会，黃昌穀代表国民大会宣读对“八国最后通牒”的驳复。当天随后便发生了三一八惨案。
1925年，黃昌穀任广州国民政府秘书长、监察委员。1926年，任武昌市政厅厅长。1927年，任武昌市市长。在武昌市市长任内，1927年4月1日汉口《民国日报》报道黃昌穀“因案逃匿”，但实际上黃昌穀每日都在武昌市政厅正常上班。4月2日，该报声明“本报昨载黃昌穀失踪消息，系传闻之误……”，黃昌穀对此失踪消息表示“不胜惊异”（4月2日《民国日报》所载《黃昌穀启事》）。
1928年，黃昌穀任国民政府立法院立法委员。1929年，任湖北省政府委员兼教育厅厅长。任内，有人状告黃昌穀大批撤换学校领导，安排家人任职，状纸被交到立法院院长胡汉民处，胡汉民将状纸转蒋介石，蒋介石签“未必尽然”。1930年，黃昌穀任湖北省建设厅厅长。任内，因擅自动用百余万元建设经费，遭湖北省政府主席“湖北王”何成濬致电行政院弹劾去职，并遭到通缉。當時是誣陷接下來是迫害和利用。黄昌榖一生的座右銘是：做大事，不做大官，不置私產。还他一个清白，欲加置罪，何患無詞，不要一再让政治的烟幕弹掩盖了事实。

### 投身教育
此后，黃昌穀离开政界，历任大冶钢铁厂、汉阳兵工厂总工程师，后来到广东国立中山大学任教，讲授“三民主义”及钢铁等课。
抗日战争期间，日军占领武汉后，黃昌穀赴湖南找他的学生、第九战区司令长官薛岳，要求工作。薛岳怕遭到蒋介石谴责，遂以不取消通缉便不敢任用为由，给予黃昌穀第九战区驻重庆办事处主任的名义，让其赴恩施、重庆活动，找何成濬取消通缉令。黃昌穀到达重庆后，何成濬拒绝签字，通缉令未能撤销，故黃昌穀未能任职。1941年冬，黃昌穀再赴广州任国立中山大学教授，后任国立中山大学工学院院长，自此终身从教。
1949年，黃昌穀同妻子谢氏等家属赴澳门定居。1951年7月，应中国国民党中央党部第三组主任郑彦棻的敦促，黃昌穀赴台湾。来到台湾后，黃昌穀任政工干部学校教授、中国国民党中央警官学校国父遗教讲师，并应聘为教育部特约编纂。黃昌穀任教育部特约编纂时，创办国父遗教出版社，自任社长。黃昌穀编著，国父遗教出版社出版的图书有《国父遗教丛书》、《三民主义与五权宪法》、《国父遗教图表》、《民权平衡治国政理图》、《县市自治行使直接民权图》、《三民主义文化体系图》、《国父逝世前五年之中国国民党史料》、《国父遗教读本》、《国父遗教纲要》、《国父建党革命六十周年纪念日蒋总统祝词之研究》，此外还有《科学概论》与译著《钢铁金相学》等等。
1959年6月，黃昌穀因搭车伤及腿部，加上哮喘病发，于1959年12月6日在台湾陆军医院病逝。葬于台北市张犁墓园。